# Cykutoksyna
Cykutoksyna – organiczny związek chemiczny z grupy dioli, zbudowany z 17-węglowego łańcucha zawierającego układ 5 sprzężonych wiązań wielokrotnych oraz 2 grupy hydroksylowe. Jest silnie trujący. Występuje w wielu roślinach, m.in. w szaleju jadowitym.
Jest to trucizna cholinergiczna, powodująca śmierć poprzez uszkodzenia centralnego układu nerwowego. Objawy zatrucia w organizmie ludzkim to nudności, wymioty i bóle brzucha pojawiające się ok. 60 minut po spożyciu. Następnie mogą wystąpić drgawki i śmierć.